# Jastrzębie (Petite-Pologne)
Pour les articles homonymes, voir Jastrzębie.
Jastrzębie est une localité polonaise de la gmina de Łukowica, située dans le powiat de Limanowa en voïvodie de Petite-Pologne.